# 2012
Évszázadok: 20. század – 21. század – 22. század
Évtizedek: 1960-as évek – 1970-es évek – 1980-as évek – 1990-es évek – 2000-es évek – 2010-es évek – 2020-as évek – 2030-as évek – 2040-es évek – 2050-es évek – 2060-as évek
Évek: 2007 – 2008 – 2009 – 2010 –  2011 – 2012 – 2013 – 2014 – 2015 – 2016 – 2017
2012 (MMXII) első napja vasárnapra esett a Gergely-naptár szerint. Időszámításunk 2012. éve, a 3. évezred és a 21. század 12. éve, a 2010-es évek 3. éve.

## Események

### Január
- január 1.
  - Hatályba lép Magyarország új alaptörvénye. A magyar állam hivatalos elnevezése Magyar Köztársaságról Magyarországra változik.[1] A Magyar Nemzeti Bank az új, forgalomba kerülő magyar pénzérméket „MAGYARORSZÁG” felirattal ellátva bocsátja ki. (Az új kibocsátás az 5, a 10, a 20, az 50, a 100 és a 200 forintos címletű érméket érinti.)[2]
  - Hatályba lép az új választójogi törvény. (A törvény az országgyűlési képviselők számát 199 főben határozza meg, a vegyes választási rendszer egyfordulóssá alakul, eredményességi küszöb nem lesz – így mandátumot az a jelölt szerez, aki a legtöbb érvényesen leadott szavazatot kapta, függetlenül a megjelentek számától –, továbbá a mostani 176 egyéni választókerület helyett a jövőben 106 lesz és a területi listák megszűnnek.)[3][4]
  - A két katonai titkosszolgálat – a Katonai Felderítő Hivatal és a Katonai Biztonsági Hivatal, a hatékonyabb feladatellátásának biztosítása érdekében – egységes szervezetbe integrálva, Katonai Nemzetbiztonsági Szolgálat (KNBSZ) néven folytatja munkáját.[5] A szervezet főigazgatója, a Katonai Felderítő Hivatal korábbi vezetője, Kovács József altábornagy.[6]
  - A Köztársasági Elnöki Hivatalnak otthont adó Sándor-palota protokolláris jellegű őrzését az MH Támogató Dandár, Nemzeti Honvéd Díszegység alárendeltségébe tartozó Honvéd Palotaőrség állománya végzi.[7]
  - A 2011. június 27-én zöld utat kapott a magyar egészségügy teljes strukturális átszervezését irányozó Semmelweis-program[8] elemeként a fővárosi és megyei önkormányzatok kórházai állami tulajdonba kerülnek.[9]
  - A Szabó Máté vezette Alapvető Jogok Biztosának Hivatala – mint az Országgyűlési Biztos Hivatalának jogutódja – megkezdi működését.[10]
  - Dánia tölti be az Európai Unió Tanácsának soros elnöki tisztét (2012. június 30-ig). Az oldalára dőlt Costa Concordia

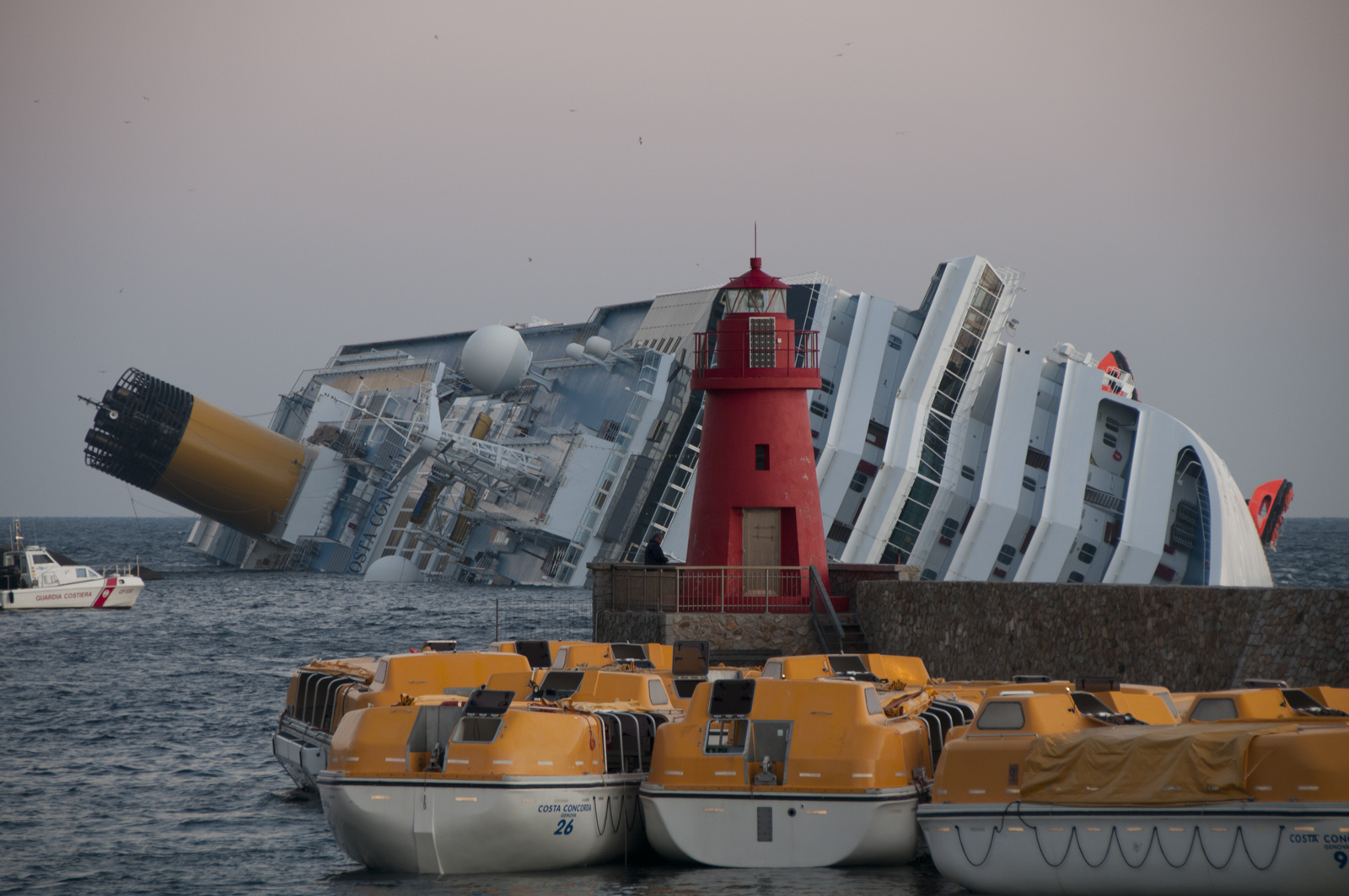
Az oldalára dőlt Costa Concordia

- január 11. – A HVG internetes oldalán arról számolt be, hogy Schmitt Pál, Magyarország köztársasági elnöke 1992-es doktori disszertációja jelentős részben megegyezik Nikolaj Georgiev bolgár sporttörténész tanulmányának szövegével, illetve Klaus Heinemann tanulmányának egyes részeivel.[11][12] (Bővebben: Schmitt Pál plágiumügye.)
- január 13.
  - Giglio szigeténél, 4200 utassal a fedélzetén zátonyra fut a Costa Concordia nevű olasz luxushajó.[13] (Az olasz hatóságok 17 holttestet, köztük a magyar hegedűművészt, Fehér Sándort azonosították, 15 embert eltűntként tartanak számon.)[14]
  - Egy orosz hadihajó a nemzetközi tiltakozás ellenére közel 30-60 tonnányi lőszert szállít a szíriai Tartúsz kikötőjébe.
  - Romániában kormányellenes tiltakozások veszik kezdetét. (Kezdetben békésen zajlottak, de később erőszakba torkollottak és a tüntetők rendfenntartókkal csaptak össze, mely során 60 személy, köztük 10 csendőr sebesült meg.) A Kormányt támogató tüntetés a Köröndön

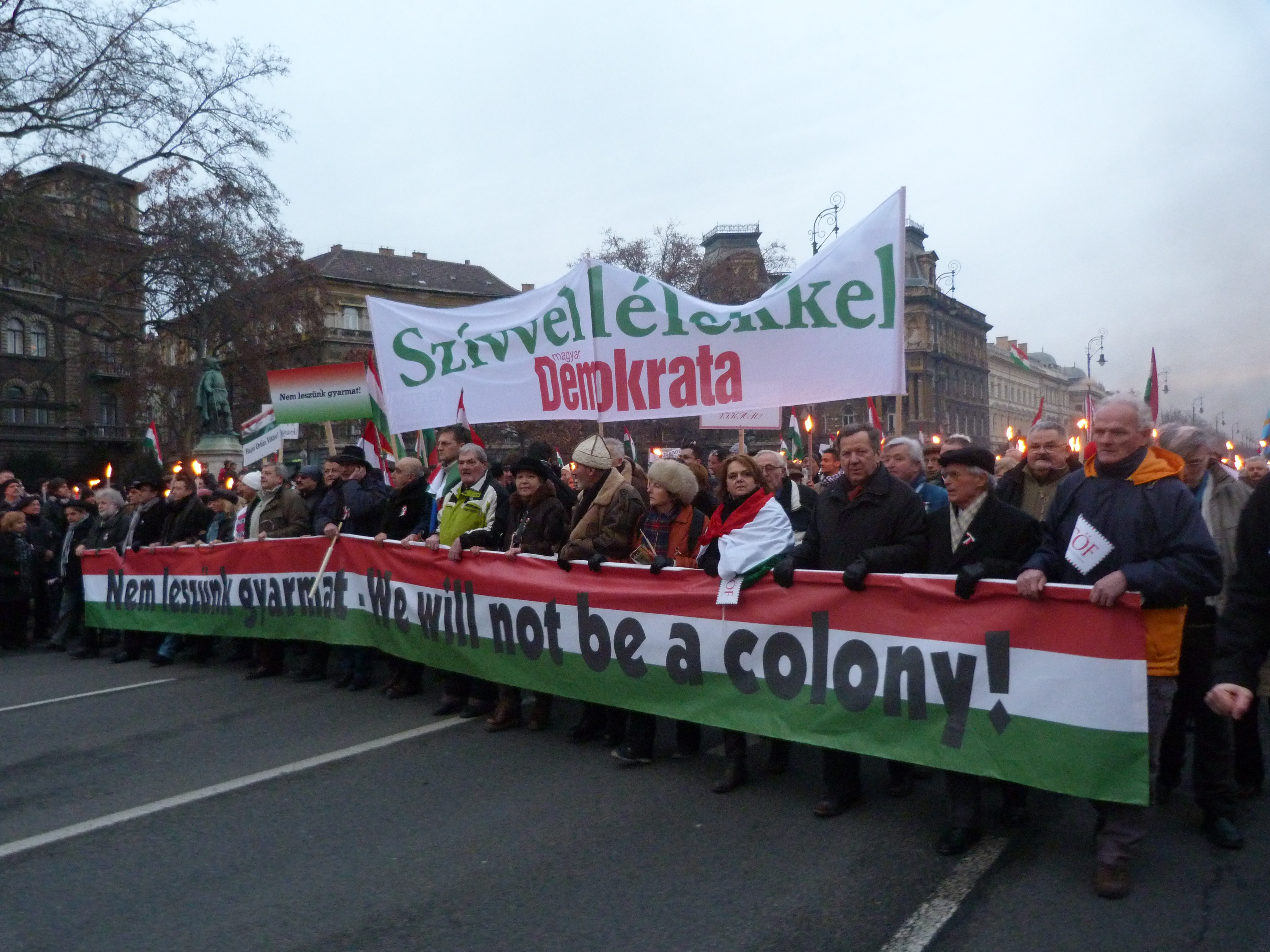
A Kormányt támogató tüntetés a Köröndön

- január 13–22. – Az ausztriai Innsbruckban első alkalommal rendezik meg a téli ifjúsági olimpiai játékokat.
- január 17. – Mali északi részén tuareg felkelés tört ki.
- január 21. – A magyar kormányt támogató – mintegy félmilliós – tüntetés Budapesten, vidéki városokban és külföldön.
- január 22. – Népszavazás Horvátországban, ahol a szavazók kétharmada támogatta hazája 2013-as EU-csatlakozását.[15]
- január 24. – Sztankay István színművészt választják a Nemzet Színészévé, a 2011 decemberében elhunyt Garas Dezső helyére.[16]
- január 28–29. – A Lehet Más a Politika kongresszusa, ahol Jávor Benedeket, az Országgyűlés fenntartható fejlődés bizottságának elnökét választják az ökopárt új frakcióvezetőjének, a leköszönt Schiffer András helyére.[17]
- január 30. – Limburger Lóránt vezérigazgató a légitársaság igazgatóságának ülésén bejelenti, hogy „a Malév tevékenységének finanszírozása január végétől ellehetetlenül”; a kormány rendeletben reggel 7-től stratégiailag kiemelt gazdálkodó szervnek minősíti a Malév Zrt.-t.[18]
- január 31.
  - Schmitt Pál köztársasági elnök – a kormányfő javaslatára, kilenc évre – 2021. január 1-jéig meghosszabbítja az Egyenlő Bánásmód Hatóság elnökének megbízását. (Honecz Ágnest 2010 szeptemberében Orbán Viktor nevezte ki, ám egy 2011. január 1-jén hatályba lépett törvénymódosítás értelmében a szervezet vezetőjét már az államfőnek kell kineveznie.)[19]
  - 18 órakor hatályba lép „a Malév Magyar Légiközlekedési Zrt. menetrend szerinti járatainak leállása miatt beálló válsághelyzet kezeléséhez szükséges rendkívüli intézkedésekről” szóló kormányrendelet.[20] (Kormányhatározat 2 milliárd forint költségvetési forrás átcsoportosításáról az utasok kártalanítására.)[18]

### Február
- február 1.
  - A honvédelmi miniszter Jákob János ezredest nevezi ki a HM Tábori Lelkészi Szolgálat protestáns tábori püspökének.[21] (Február 14-én a budapesti Nagyvárad téri templomban tartott istentiszteleten iktatták be hivatalába.)[22]
  - Az egyiptomi Port Szaíd futballstadionjában egy meccset követően heves tömegverekedés robbant ki, melyben 74-en vesztették életüket.
- február 2. – A Fővárosi Bíróság rendkívüli vagyonfelügyelőt rendel ki a Malév mellé,[23] majd február 3-án – hatvanhat évnyi működés után – a cég felfüggeszti repülési tevékenységét.[24]
- február 3. – A szíriai hadsereg nagy erejű offenzívát indít Homsz városa ellen, melyben még vadászrepülőgépeket is bevetnek.
- február 5. – A konzervatív Sauli Niinistö, a legfőbb kormányzó erő, a Nemzeti Koalíció jelöltje – a leadott szavazatok 65,4 százalékával – nyeri a finn elnökválasztás második fordulóját. (A zöldpárti Pekka Haavisto 34,6 százalékkal a második helyen végzett.)[25]
- február 6.
  - Emil Boc román kormányfő, a kialakult „politikai-szociális feszültségre” hivatkozva benyújtja lemondását; a kabinet vezetését Cătălin Predoiu igazságügy-miniszter látja el. (Traian Băsescu államfő este pedig Mihai Răzvan Ungureanu volt külügyminisztert, a hírszerzés (SIE) vezetőjét bízta meg a kormányalakítással.)[26]
  - Családi körben, észak-angliai birtokán ünnepli uralkodásának 60., gyémánt-évfordulóját II. Erzsébet, aki a brit uralkodók közül másodikként érte meg a nevezetes jubileumot. (A hivatalos ünnepségsorozat júniusban kezdődött.)[27]
- február 7. – Lemond tisztségéről Mohamed Nasíd maldív-szigeteki elnök, miután a három hete tartó ellenzéki tüntetés a rendőrség zendülésébe váltott át; az államfői tisztséget Mohamed Vahíd Haszan Manik alelnökre ruházták át.[28]
- február 11. – A Compact Disco és a "Sound of Our Hearts" című dal megnyerte az Eurovíziós Dalfesztivál magyarországi előválogatóját, A Dalt.
- február 12. – Újabb ötéves mandátumot szerez Gurbanguly Berdimuhamedow türkmén államfő, miután az elnökválasztáson a voksok több mint 97%-át szerezte meg.[29]
- február 13.
  - Több más műhold társaságában pályára állították a Masat–1 magyar műholdat, az ESA új Vega hordozórakétájának első küldetésén.[30]
  - Az Országgyűlés jóváhagyta a Horvátország Európai Unióhoz való csatlakozásáról szóló szerződést.[31]
- február 15. – Réthelyi Miklós nemzeti erőforrás miniszter a tokaj-hegyaljai történelmi borvidéket történeti tájjá nyilvánítja és műemléki védelem alá helyezi Abaújszántó, Bekecs, Bodrogkeresztúr, Bodrogkisfalud, Bodrogolaszi, Erdőbénye, Erdőhorváti, Golop, Hercegkút, Legyesbénye, Makkoshotyka, Mád, Mezőzombor, Monok, Olaszliszka, Rátka, Sárazsadány, Sárospatak, Sátoraljaújhely, Szegi, Szegilong, Szerencs, Tarcal, Tállya, Tokaj, Tolcsva és Vámosújfalu települések teljes kül- és belterületét.[32]
- február 15–16. – A koszovói szerbek – Koszovó, Szerbia és a NATO ellenzésének dacára – népszavazást tartanak, melyben a szavazók 99%-a elutasítja a Koszovói Köztársaság intézményének elismerését.
- február 17. – Lemond hivataláról Christian Wulff német államfő. (A hannoveri államügyészség előző nap kezdeményezte az államfő mentelmi jogának felfüggesztését, hogy gyanúsítottként hallgassák ki egy vesztegetési ügyben folyó nyomozásban.)[33]
- február 22. –
  - A szíriai Homsz városában – tüzérségi támadás következtében – életét veszti egy amerikai újságíró és egy francia fotós.
  - Egy az amerikai csapatok bagrami bázisán történt Korán-égetés hatására Afganisztán szerte zavargások kezdődtek, amelyek március 27-ig tartottak és 41 ember halálát okozták, köztük négy amerikai katonáét. Február 24-én feldühödött tüntetők megtámadták a bagláni magyar tábort is, az összecsapásban egy tüntető meghalt.
- február 24. – Tunézia fővárosában, Tuniszban nemzetközi konferenciát tart 70 ország képviselője, a szíriai válság rendezése céljából. (A konferencián Oroszország és Kína tiltakozásként nem vett részt, és a konferencia résztvevőinek sem sikerült áttörést elérniük.)
- február 25. – Beiktatják hivatalába Abbed Rabbo Manszúr Hádi jemeni elnököt. (Ugyanaznap egy öngyilkos merénylő felrobbantotta magát a szanaa-i elnöki palota előtt, a támadásban a Köztársasági Gárda 20 tagja halt meg.)[34]

### Március
- március 1.
  - Több száz hektárnyi különleges és veszélyeztetett természeti területet nyilvánít védetté Fazekas Sándor vidékfejlesztési miniszter. (Úgymint a bokorfüzesekben, puhafa ligetekben gazdag Dunaszentgyörgyi-láperdő, az Iváni-szikesek, a Pirtói homokbuckás, a Zagyva-völgy megmaradt mocsárrétjei a Maconkai-réten, az Ikva-sík egyetlen üde lápréti élőhelyének otthont adó Ebergőci-láprét és a védett tavaszi héricsekben gazdag Várbalogi-héricses.[35] Elrendelte továbbá a Fertő–Hanság Nemzeti Park, a Körös-Maros Nemzeti Park, a Soproni Tájvédelmi Körzet és a Tiszaigari Arborétum Természetvédelmi Terület bővítését.)[36] Vlagyimir Putyin beiktatásán A leégett krasznahorkai vár

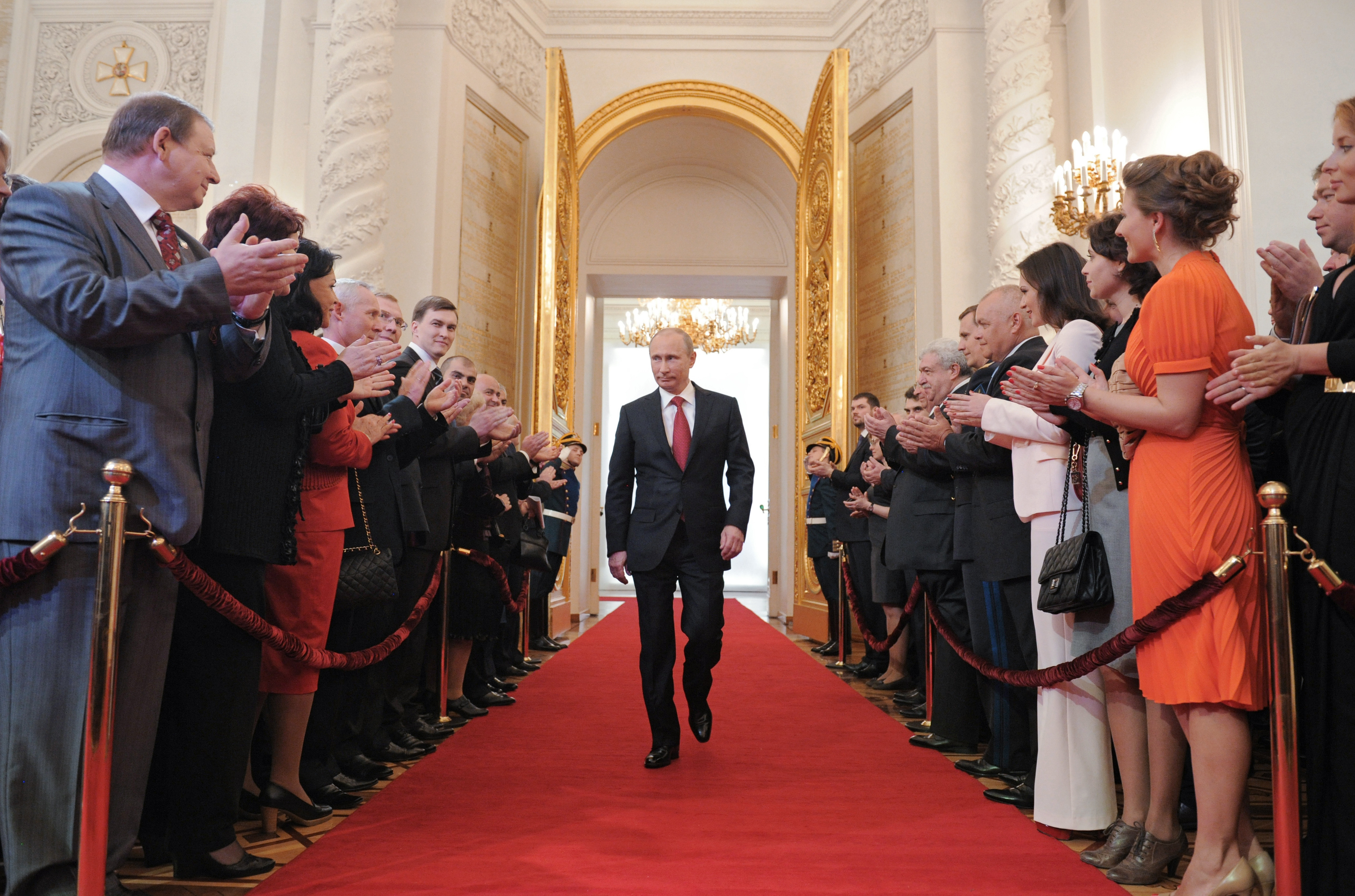
Vlagyimir Putyin beiktatásán

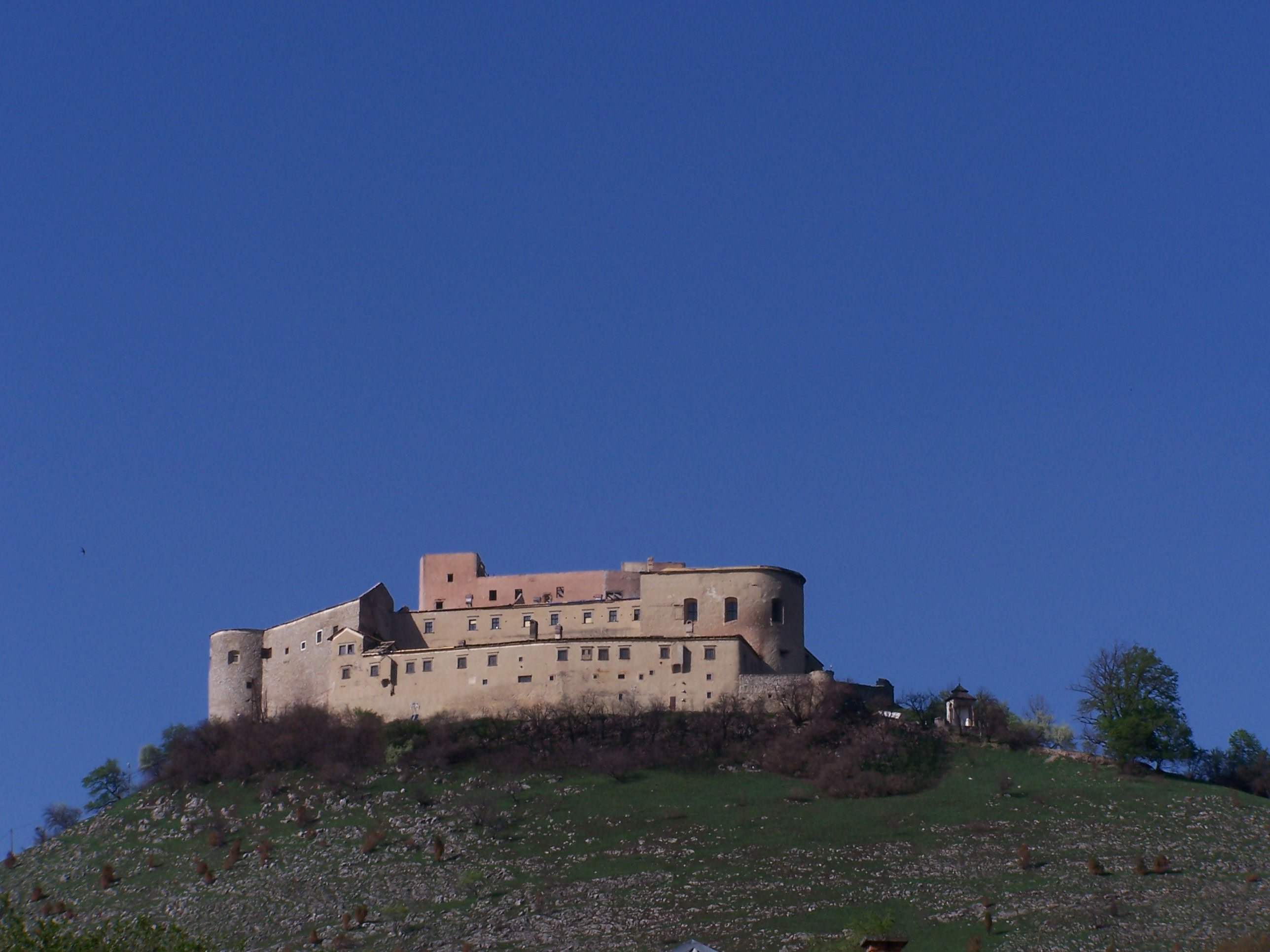
A leégett krasznahorkai vár

  - EU-tagjelölti státuszt kap Szerbia, miután beleegyezett, hogy Koszovó részt vehessen a nyugat-balkáni államokat egy asztalhoz ültető regionális tárgyalásokon.[27]
- március 4. – Az orosz elnökválasztás első fordulójában a szavazók 63,75 százaléka adja voksát Vlagyimir Putyinra, így második forduló nélkül, a harmadik elnöki ciklusára térhet vissza a Kremlbe.[37]
- március 5. – Az Országgyűlés elfogadja a lőszerekről és a lőfegyverekről szóló törvény módosítását, amely több könnyítést hoz a vadászoknak és a sportlövőknek. (A fegyvertartási engedély visszavonásig lesz érvényes, egyszerűbbé teszik az új fegyver vásárlását, a korábbi tiltást feloldva engedélyezik a házilagos lőszerszerelést és -újratöltést, továbbá ha a rendőrség bevonja egy vadász fegyvertartási engedélyét, akkor arról kötelező hivatalosan értesítenie az illetékes vadászati hatóságot.)[38]
- március 10.
  - Előrehozott parlamenti választások Szlovákiában, melyet a Robert Fico vezette Smer nyert a szavazatok 44,43 százalékával, a pozsonyi törvényhozásba 6,89 százalékkal a Bugár Béla vezette Most–Híd is bejutott.[39]
  - Kigyullad Krasznahorka vára. (Két fiú cigarettagyújtás közben felgyújtotta a domboldalon a füvet, amelytől aztán lángra kapott a vár tetőszerkezete, és teljesen beomlott.)[40][41]
- március 11. – Egy ittas amerikai katona, Robert Bales törzsőrmester az afganisztáni Kandahár tartomány két falujában lemészárol 17 fegyvertelen civilt és további ötöt megsebesített. (Az incidens heves tiltakozó hullámot váltott ki az országban. Az amerikai bíróság vádat emelt Robert Bales ellen és bíróság elé került.)
- március 13. – Bejelentik, hogy az Encyclopædia Britannica 244 évvel 1768-as első megjelentetése után megszüntette a mű nyomtatott formájú kiadását.[42]
- március 17. – 88 éves korában meghal III. Senuda alexandriai pápa, az alexandriai kopt ortodox egyház 117. vezetője és egész Afrika patriarchája Szent Márk evangélista szent apostoli trónján.[43]
- március 18. – Joachim Gauck evangélikus lelkészt, keletnémet polgárjogi harcost, a volt NDK állambiztonsági iratait kezelő hivatal első vezetőjét választják Németország 11. szövetségi elnökévé.[44]
- március 19. – A 2012-es alpesisí-világkupa-sorozatban a férfiaknál az osztrák Marcel Hirscher, a nőknél az amerikai Lindsey Vonn győzött. Vonn ezzel már negyedik összetett győzelmét szerezte meg.Vonn sportsikerei azt is jelentették, hogy a 2011/2012-es szezonban a férfiakat is megelőzve a legjobban kereső női sízőként 458 156 euróval (132,8 millió forint) gazdagodott.[45]
- március 21. – Bejelentik, hogy Szemerédi Endre magyar matematikus kapta az idei Abel-díjat. Az Abel-díj tízéves történetében ezzel Lax Péter után a második magyar részesült a díjban.[46]
- március 22. – Katonai puccs dönti meg Amadou Toumani Touré elnök rendszerét Mali
- március 31. - Az AES-Tiszai Erőművet üzemeltető AES-Corporation felfüggeszti az erőmű termelését.

### Április

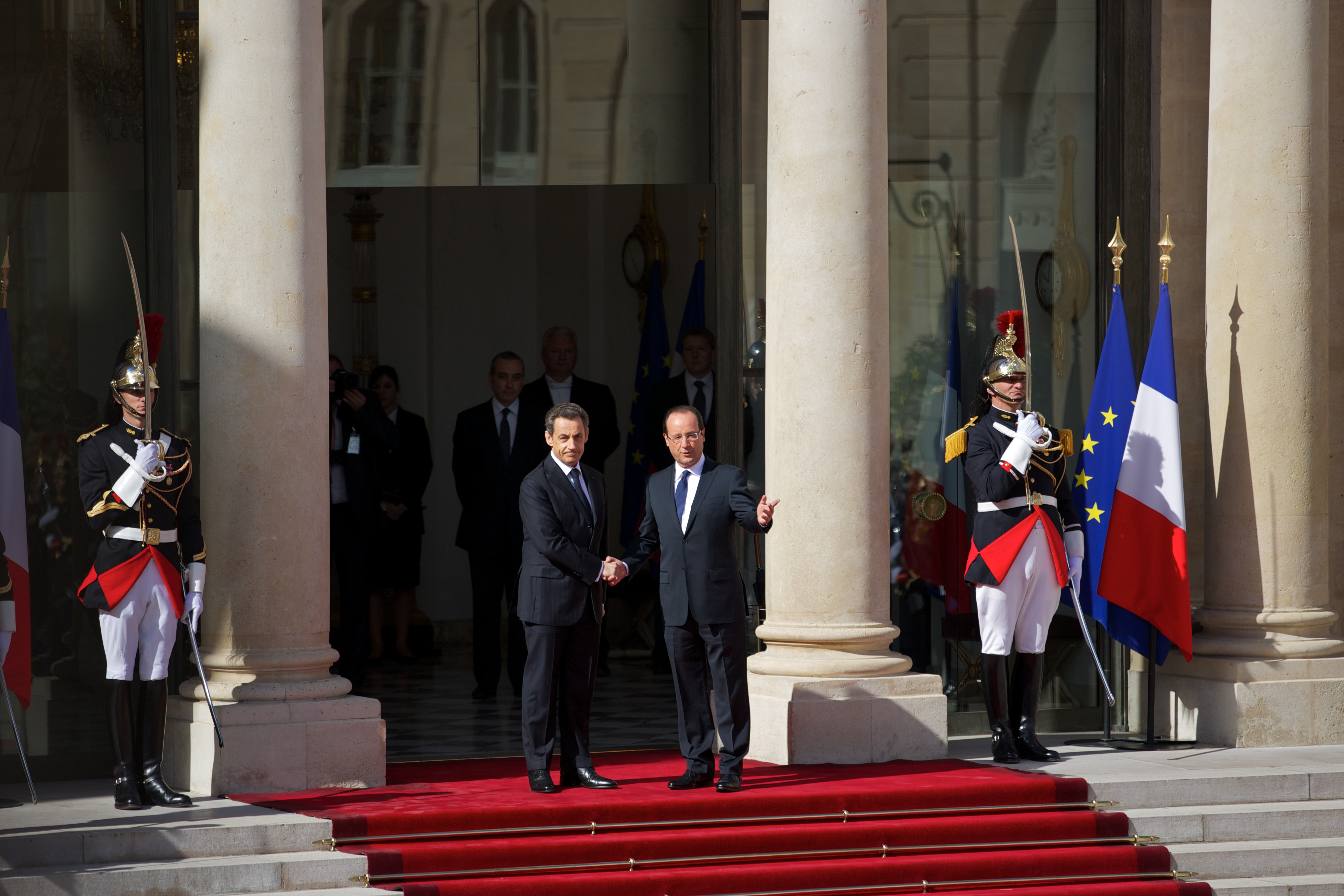
Hollande beiktatása és Sarkozy búcsúja május 15-én

- április 2. – Schmitt Pál köztársasági elnök a parlamentben bejelenteti lemondását.[47] (Az Országgyűlés – 338 igen, 5 nem szavazattal, 6 tartózkodás mellett – elfogadja lemondását. Az államfői feladat- és hatáskört Kövér László, míg a házelnöki feladatokat Lezsák Sándor alelnök látja el.)[48]
- április 4. – Szlovákiában megalakul a Robert Fico vezette új kabinet.[49]
- április 7. – Afrika déli felében elsőként – a kontinensen másodikként – nőt iktatnak be államfőnek Malawiban, Joyce Banda személyében, miután elődje, az országot nyolc évig irányító Bingu wa Mutharika meghalt.[27]
- április 16. – Az Amerikai Egyesült Államok Kongresszusa megszavazza, hogy születésének 100. évfordulóján a legmagasabb amerikai elismeréssel, a Kongresszusi Aranyéremmel tüntessék ki Raoul Wallenberget.
- április 22. – A francia elnökválasztás első fordulója. A második forduló május 6-án volt, és végül a szocialista François Hollande nyert a konzervatív Nicolas Sarkozyvel szemben.
- április 23.
  - - A Kormány elfogadja a Széll Kálmán terv 2.0-t.[50]
  - – Előrehozott választást írnak ki Hollandiában, miután a Mark Rutte kormányát kívülről támogató jobboldali populista Szabadság Párt (PVV) közölte, nem szavazza meg a kabinet által javasolt megszorító intézkedéseket.[51]
- április 27. – Romániában, a szociálliberális ellenzéki szövetség (USL) által beterjesztett bizalmatlansági szavazáson megbukik a Mihai Răzvan Ungureanu vezette bukaresti kormány. (Az Ungureanu-kabinet volt Románia legrövidebb életű kormánya az utóbbi két évtizedben, megbízatása 78 napig tartott.[52] Traian Băsescu államfő Victor Pontát, a román Szociáldemokrata Párt (PSD) elnökét kérte fel kormányalakításra.)[53]

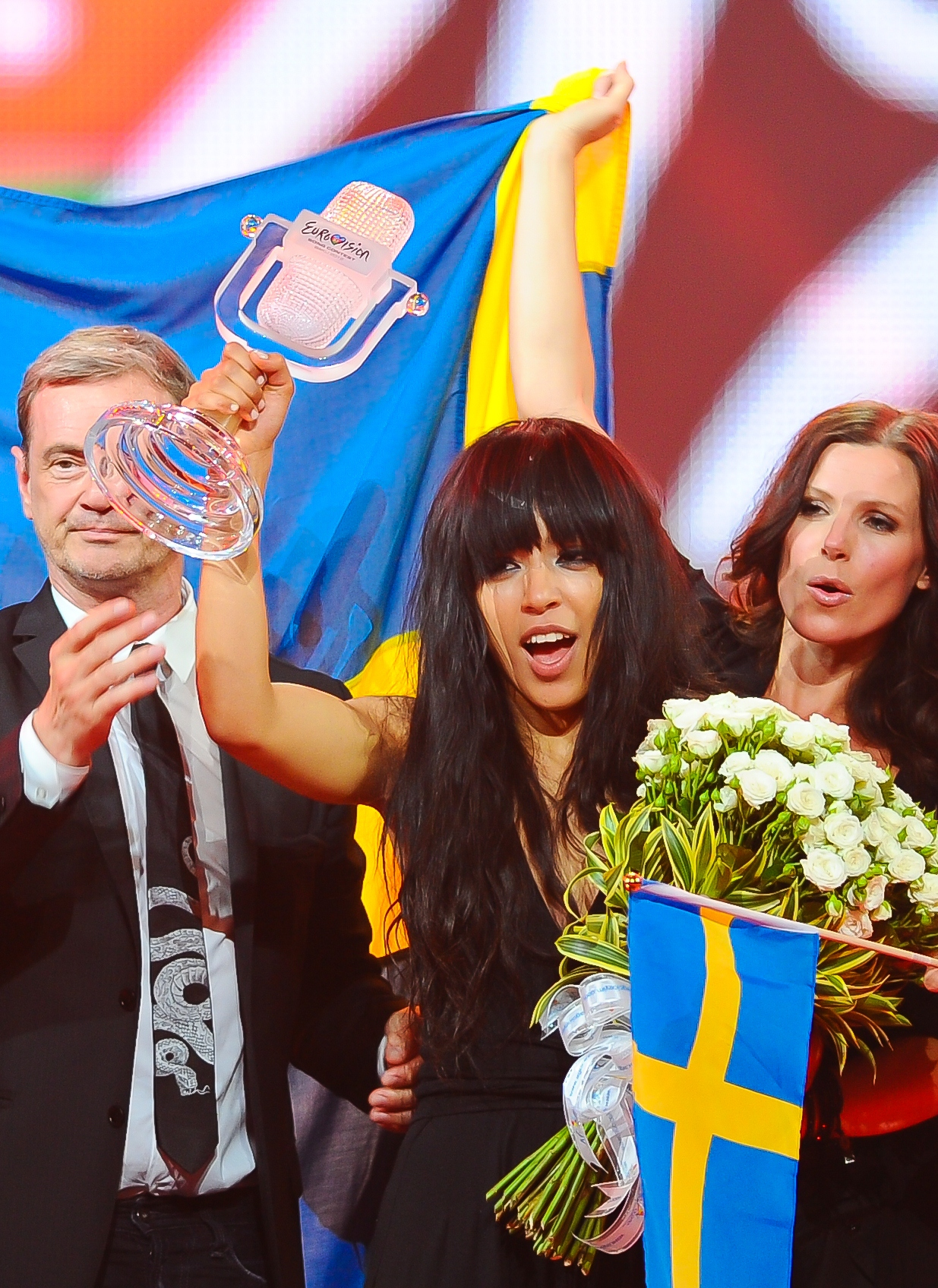
Loreen az Eurovíziós Dalversenyen

- április 30. – Átadják a Bakuban található Baku Crystal Hall-t, mely a 2012-es Eurovíziós Dalfesztivál helyszínéül szolgált.(A csarnokot a Kaszpi-tenger partján építették, közvetlenül a Nemzeti Zászló tér mellett.)

### Május
- május 2. – Az Országgyűlés Áder Jánost választja köztársasági elnökké, aki leteszi az esküt és – az Alaptörvény értelmében – az azt követő 8. napon, vagyis május 10-én hivatalba lép.[54]
- május 7. – Romániában megalakul a Victor Ponta vezette új kabinet.[27]
- május 9. – A köztársasági elnök feladat- és hatásköreit gyakoroló Kövér László – május 14-ei hatállyal – Balog Zoltánt nevezi ki az Emberi Erőforrások Minisztériumának élére.[55] (Feladatait Réthelyi Miklós nemzeti erőforrás minisztertől veszi át, akinek megbízatása május 13-ai hatállyal jár le.)[56]
- május 12. – A 2012-es világkiállítást a dél-koreai Joszuban rendezik meg.
- május 17. – Görögországban leteszi a hivatali esküt a Panajotisz Pikramenosz vezette átmeneti kormány,[57] amely a június 17-i parlamenti választásokig irányítja az országot. (A közigazgatási bíróság 67 éves vezető bírája, Pikramenosz előző nap este letette a hivatali esküt, és megnevezte kormányának tagjait.)[58]
- május 20.
  - 62 éves korában meghal Robin Gibb, a Gibb-fivérek (Bee Gees) tagja.[59]
  - A szerb elnökválasztás második fordulója, amely a Szerb Radikális Párt színeiben induló Tomislav Nikolić győzelmével zárul.[60]
  - Gyűrűs napfogyatkozás Ázsia, a Csendes-óceán és Észak-Amerika felett.
- május 20–21. – 2012-es chicagói NATO-csúcstalálkozó.
- május 26. – A Loreen által képviselt Svédország megnyeri az 57. Eurovíziós Dalfesztivált Azerbajdzsán fővárosában, Bakuban. Második helyen végez a Buranovszkije babuski, udmurt asszonykórus, Oroszország színeiben, a harmadik helyezést Željko Joksimović (Szerbia) kapja meg. A magyar induló, a Compact Disco a 24. helyen végez a fesztivál 26 fős döntőjében.

### Június
- június 5–6. – A Vénusz átvonulása a Nap előtt. (A ritka csillagászati jelenség csak részben figyelhető meg Magyarországról.)
- június 6. – Világméretű IPv6-indítás (World IPv6 Launch Day) a 2011-es IPv6-világnap 24 órás tesztjének folytatásaként a résztvevők immár véglegesen bekapcsolják szolgáltatásaikban és termékeikben az IPv6 támogatását.[61]
- június 8. – Elkezdődik a Lengyelország és Ukrajna által közösen rendezett és július 1-ig tartó XIV. labdarúgó-Európa-bajnokság.[62] A varsói Nemzeti Stadionban rendezett nyitómérkőzésen az egyik házigazda Lengyelország mérkőzött meg Görögország legjobb tizenegyével. A mérkőzésen 1-1-es végeredmény született.[63]
- június 10. – Önkormányzati választások Romániában,[64] amely a Szociálliberális Szövetség (USL) jelöltjeinek fölényes győzelmével ért végett.[65] (A Romániai Magyar Demokrata Szövetség (RMDSZ) a 2008-as önkormányzati választáson elért eredményekhez képest 184-ről 203-ra növelte a polgármesterei számát.)[66]
- június 17. – Parlamenti választások Görögországban, melyet a konzervatív Új Demokrácia (ND) nevű párt nyert, a szavazatok 29,5%-ával.[67]
- június 22. – A szíriai légvédelem lelövi a Török Légierő egyik F4 Phantom típusú felderítő repülőgépét.[68] Törökország kezdeményezte a NATO tagországainak rendkívüli ülését, mely június 26-án elítélte Szíriát a török katonai repülőgép lelövése miatt, de konkrét katonai intézkedéseket nem hoztak.)[69]
- június 29. – Montenegró megkezdi az EU-csatlakozási tárgyalásokat.[70]
- június 30. – Az egyiptomi alkotmánybíróság előtt leteszi a hivatali esküt az ország ötödik köztársasági elnöke, Mohamed Murszi.[71]

### Július
- július 1.
  - A címvédő Spanyolország válogatottja nyeri meg a lengyel–ukrán rendezésű 2012-es labdarúgó-Európa-bajnokságot az Olaszországgal játszott döntőben elért 4 : 0 arányú győzelmével.
  - Magyarországon bevezetik távközlési adót. (Az első tíz perc beszélgetés ingyenes, afölött 2 forint/perc az adó összege, mely magánszemélyek esetén maximum hétszáz forint/hó.)[72]
  - Ciprus veszi át az EU soros elnökségét Dániától.[73]
  - Elnökválasztás Mexikóban, melyet az Intézményes Forradalmi Párt (PRI) jelöltje, Enrique Peña Nieto nyert.[74]
- július 2. – XVI. Benedek pápa leváltja Bezák Róbert nagyszombati érseket. (Utódjának kinevezéséig a főegyházmegye vezetését Orosch János segédpüspök, a magyar hívek általános helynöké látja el, mint apostoli adminisztrátor.)[75]
- július 3. – A kijevi parlamentben elfogadott nyelvtörvény szerint a kisebbségek hivatalosan is használhatják nyelvüket, ha arányuk egy területi egységen belül eléri a tíz százalékot. (A törvény értelmében[27] – melyet Viktor Janukovics augusztus 8-án aláírt – a magyar nyelv regionális státust kap Kárpátalján.)[76]
- július 4. – A CERN sajtótájékoztatóján bejelentik, hogy nagy valószínűséggel megtalálták a fizikában régen keresett – Leon Max Lederman Nobel-díjas fizikus által „isteni részecskének” is nevezett – Higgs-bozont.
- július 5. – Felavatják az Európa legmagasabb épületeit is megelőző londoni The Shard felhőkarcolót.[77]
- július 6. – A román parlament két háza – a szükséges 217 vokshoz képest 256 szavazattal – elfogadja Traian Băsescu államfő tisztségéből történő felfüggesztését célzó határozatot. (Az ügydöntő népszavazást július 29-ére írták ki.)[78]
- július 12. – 18 óra 58 perckor az X1.4 kategóriába tartozó napkitörés megy végbe a Napon, a napkitörés során kidobódott anyag a Föld felé indult.[79]
- július 27. – Megkezdődnek Londonban a 2012. évi nyári olimpiai játékok, azon egyetlen városban, amely 1908 és 1948 után 2012-ben harmadszor is otthont adhat a világ legrangosabb sporteseményének.[80]

### Augusztus
- augusztus 1. – A Voyager–1 az első ember által készített tárgyként csillagközi térbe lépett.[81]
- augusztus 6. – A NASA Mars Science Laboratory nevű küldetés keretében, reggel 07.31-kor sikeresen landol a Marson a Curiosity (kíváncsiság) nevű, radioizotópos termoelektromos generátorral (RTG) üzemelő marsautó.[82]
- augusztus 12. – Londonban megtartják a 2012. évi nyári olimpiai játékok záró ünnepségét, ahol Jacques Rogge NOB elnök Boris Johnson főpolgármestertől átveszi a zászlót és továbbadja Eduardo Paesnek, a 2016. évi nyári olimpiai játékokat rendező Rio de Janeiro első emberének. (A magyar olimpiai csapat 18 érmet szerzett és a nyolc aranyéremnek köszönhetően a rendkívül előkelő kilencedik helyen zárta az érmekért folytatott versengést.)[83][84]
- augusztus 20. – Hosszú betegeskedés után egy brüsszeli kórházban meghal Meles Zenawi etióp kormányfő. (A Mengisztu Hailé Mariam kommunista rezsimjét megdöntő lázadók vezéreként 1991-ben hatalomra jutott Zenawi gazdasági reformjai révén Etiópia jelentős fejlődésnek indult.)[27]
- augusztus 27. – Felszentelik a Pannonhalmi Bencés Főapátság bazilikáját. (A közel három órás szertartásra meg volt hívva többek között Áder János köztársasági elnök, Sólyom László és Habsburg György. A szertartást Várszegi Asztrik pannonhalmi főapát és Notker Wolf prímás apát vezette. A Bazilikát az elmúlt egy évben John Pawson építész tervei alapján újították fel.)[85]
- augusztus 31.
  - Szerzs Szargszján örmény elnök bejelenti, hogy Örményország megszakítja diplomáciai és minden egyéb hivatalos kapcsolatát Magyarországgal, miután az örmény katonatársát Budapesten meggyilkoló, büntetését eddig Magyarországon töltő azeri Ramil Sahib Safarovot Magyarország kiadta Azerbajdzsánnak, aki elnöki kegyelemmel azonnal ki is szabadult.[86]
  - A José Eduardo dos Santos angolai államfő vezette politikai tömörülés, a Népi Mozgalom Angola Felszabadításáért (MPLS) a szavazatok több mint 70 százalékával nyeri meg az afrikai országban rendezett parlamenti választást.[87]

### Szeptember
- szeptember 1. – A Külügyminisztérium és a Közigazgatási és Igazságügyi Minisztérium közös közleményt bocsát ki, amely szerint Magyarország a (nálunk elkövetett bestiális orgyilkosságért) életfogytig tartó börtönbüntetésre ítélt Ramil Sahib Safarov azerbajdzsáni exhadnagy hazája részére történt átadásakor a strasbourgi európai egyezmény alapján járt el. (Jerevánban több százan tüntettek a külügyminisztérium épülete és Magyarország tiszteletbeli konzuljának irodája előtt, ahol – a rendőrök jelenléte ellenére – letépték a magyar zászlót az épület faláról és felgyújtották.)[86]
- szeptember 2. – A hódmezővásárhelyi időközi polgármesteri választást a Fidesz-KDNP jelöltje, Almási István nyeri, a szavazatok 52,31 százalékával.[88]
- szeptember 10. – Őrizetbe veszik az 1956-os forradalom utáni megtorlások egyik irányítóját, Biszku Béla korábbi belügyminisztert, majd a Budai Központi Kerületi Bíróság lakhelyelhagyási tilalmat rendel el. (Az ügyészség nem látta indokoltnak, hogy előzetes letartóztatást indítványozzon a bíróságon. A végzés nem lépett jogerőre,[89] mivel az ügyész fellebbezést jelentett be. Ezt követően a Fővárosi Törvényszék szeptember 21-én – az ügyészi indítványt megalapozottnak találva – házi őrizetbe helyezte.)[90]
- szeptember 11. – Az Amerikai Egyesült Államok líbiai nagykövete, Christopher Stevens mellett a külképviselet három másik amerikai munkatársa is életét veszti a kelet-líbiai Bengáziban, miután szélsőséges iszlamista fegyveresek rakétatámadást hajtanak végre a képviselet ellen.[91]
- szeptember 21. – Megszűnik a Kulturális Örökségvédelmi Hivatal (KÖH).[92]

### Október
- október 1. – A megyei levéltárak a Magyar Országos Levéltárba történő beolvadásával megalakul a Magyar Nemzeti Levéltár.[93][94]
- október 14.
  - 39 km-es rekordmagasságból ugrik le Felix Baumgartner osztrák ejtőernyős.
  - Az ellenzéki pártok – a Munkapárt és a Litván Szociáldemokrata Párt – győznek a litván parlamenti választás első fordulójában, míg az Andrius Kubilius miniszterelnök vezette Haza Szövetsége-Litván Kereszténydemokraták a harmadik helyen végeznek. (A második fordulót két héttel később tartják, de akkor már csak azokban az egyéni kerületekben szavaznak, ahol egyik jelölt sem szerezte meg a voksok legalább 50 százalékát.)[95]
- október 19. – Egy autóba rejtett bomba robban Libanon fővárosában, Bejrútban.[96] (A merényletben nyolcan vesztették életüket, köztük a belbiztonsági erők hírszerzési főnöke, Viszam al-Haszan tábornok.)[97]
- október 19–20. – Vilmos luxemburgi trónörökös és Stéphanie de Lannoy belga grófnő kétnapos esküvője. (Az első napon polgári ceremónia keretében adták össze a párt, majd másnap a luxembourgi Mi Asszonyunk-székesegyházban mondta ki a boldogító igent.)[98] 1956 56. évfordulója

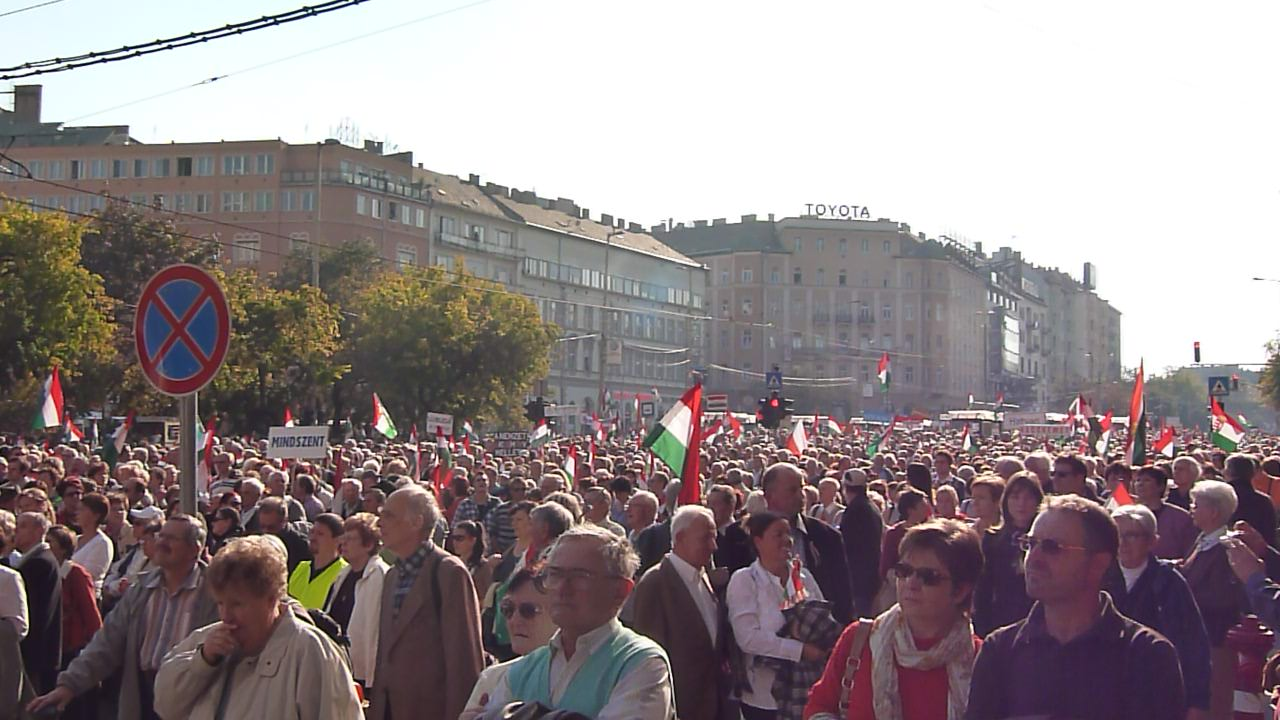
1956 56. évfordulója

- október 23. – Felvonulás Budapesten a Széna tér és a Kossuth tér között.
- október 28. – Parlamenti választás Ukrajnában, amelyen a Régiók Pártja 185, a Julija Timosenko bebörtönzött volt kormányfőt támogató Egyesült Ellenzék – Batykivscsina 101, a Vitalij Klicsko profi ökölvívó vezette Ukrán Demokratikus Szövetség a Reformért (UDAR) 40, a szélsőjobboldali Szvoboda (Szabadság) párt 37, a kommunista párt pedig 32 helyet szerzett. (A 450 fős parlamentnek csak 445 megválasztott képviselőjét hirdették ki, mivel a 225 körzetből ötben a központi választási bizottság nem tudta megállapítani az eredményt.)[99]
- október 29. – A Szita Bence-gyilkosság.

### November
- november 4. – Az észak-egyiptomi térségből származó Tavadrosz püspököt választják Egyiptomban a helyi kopt keresztény közösség élére a márciusban elhunyt III. Senuda pápa utódjául.[100]
- november 5. – Hágában leteszi az esküt az új holland koalíciós kormány, amelynek élén újra a liberális Mark Rutte áll.[101]
- november 6. – A hivatalban lévő elnök, a Demokrata párti Barack Obama nyerte az amerikai elnökválasztást a republikánus Mitt Romney-val szemben.
- november 8–14. – A Kínai Kommunista Párt XVIII. kongresszusa, ahol Hszi Csin-ping személyében megválasztották a párt új főtitkárát és a politikai bizottságot.[102]
- november 10. - A kaposvári keleti temetőben végső nyugalomra helyezték az október 29-én a sántosi erdőben meggyilkolt 11 éves kisfiút, Szita Bencét.
- november 12. Kaposvár belvárosában, a Kossuth téren a Jobbik Magyarországért Mozgalom a Szita Bence-gyilkosság miatt tüntetést tartott a halálbüntetés visszaállítása mellett. A város főterén egy bitófát állítottak fel, melyen egy, a kezében "GYEREKGYILKOS" feliratú táblát tartó bábu lógott.
- november 13. – Teljes napfogyatkozás Ausztrália, Új-Zéland, a Csendes-óceán déli része és Dél-Amerika déli része felett.
- november 14. – Lemond Radimir Čačić, a horvát kormány első miniszterelnök-helyettese, gazdasági miniszter, akit a Kaposvári Törvényszék halálos közúti baleset okozásának vétsége miatt jogerősen egy év, tíz hónap letöltendő fogházbüntetésre ítélt.[103]
- november 16.
  - Feloszlatja a parlament alsóházát és december 16-ra előrehozott választásokat írt ki Noda Josihiko japán kormányfő, miután az ellenzék teljesítette a feltételeit és megszavazott két kulcsfontosságú törvényt, a költségvetési hiányt fedező államkötvények kibocsátásáról, valamint a legfelsőbb bíróság által alkotmányellenesnek talált választási törvény módosítását.[104]
  - Felmenti a vádak alól Ante Gotovina volt horvát tábornokot annak a hágai ENSZ-törvényszéknek a fellebbviteli tanácsa, amely a délszláv háborúk során elkövetett súlyos bűncselekmények ügyében jár el. (Az extábornokot – a francia Idegenlégió egykori katonáját, aki az 1995. augusztusi, Vihar fedőnevű horvát hadműveletnek volt a parancsnoka a szerbek lakta Krajina térségében – 2011 áprilisában első fokon 24 év szabadságvesztésre ítélték.)[105]
- november 17–18. – Az LMP csillebérci kongresszusának delegáltjai titkos szavazással úgy döntöttek, hogy a párt nem csatlakozik az Együtt 2014 mozgalomhoz. A döntés után Jávor Benedek frakcióvezető bejelenti lemondását.[106]
- november 18. – Beiktatják az egyiptomi kopt keresztény egyház új vezetőjét, II. Tavadrosz alexandriai pápát a kairói Szent Márk-katedrálisban.[107] (Semjén Zsolt miniszterelnök-helyettes a kormány nevében meghívja Magyarországra a beiktatott kopt pápát.)[108]
- november 25. – Katalóniában előrehozott regionális választásokat tartanak, melynek tétje a régió függetlenné válása.[109]
- november 26.
  - Schiffer Andrást választja vezetőjévé az LMP parlamenti képviselőcsoportja. (Schiffer 2012 januári lemondásáig már betöltötte ezt a posztot.)[110]
  - Dalia Grybauskaitė litván elnök az októberi parlamenti választásokon győztes szociáldemokrata párt elnökét, Algirdas Butkevičiust bízza meg kormányalakítással.[111] (Az új kormány decemberben kezdi meg működését.)
- november 29.
  - Az ENSZ Közgyűlése „nem tag megfigyelő állam” szintre emeli a világszervezetben Palesztina státuszát. (Az ENSZ 41 tagállama – köztük Magyarország – tartózkodott a voksoláson.)[112]
  - Koszovóban üdvrivalgással, Szerbiában éles bírálatokkal fogadják a hágai Nemzetközi Törvényszék (NT) fellebbviteli tanácsának döntését, melyben felmenti a háborús- és emberiesség elleni bűnök vádak alól Ramush Haradinaj volt koszovói kormányfőt, egykori gerillaparancsnokot, mivel az NT nem találta bizonyító erejűnek a tanúvallomásokat.[113]

### December

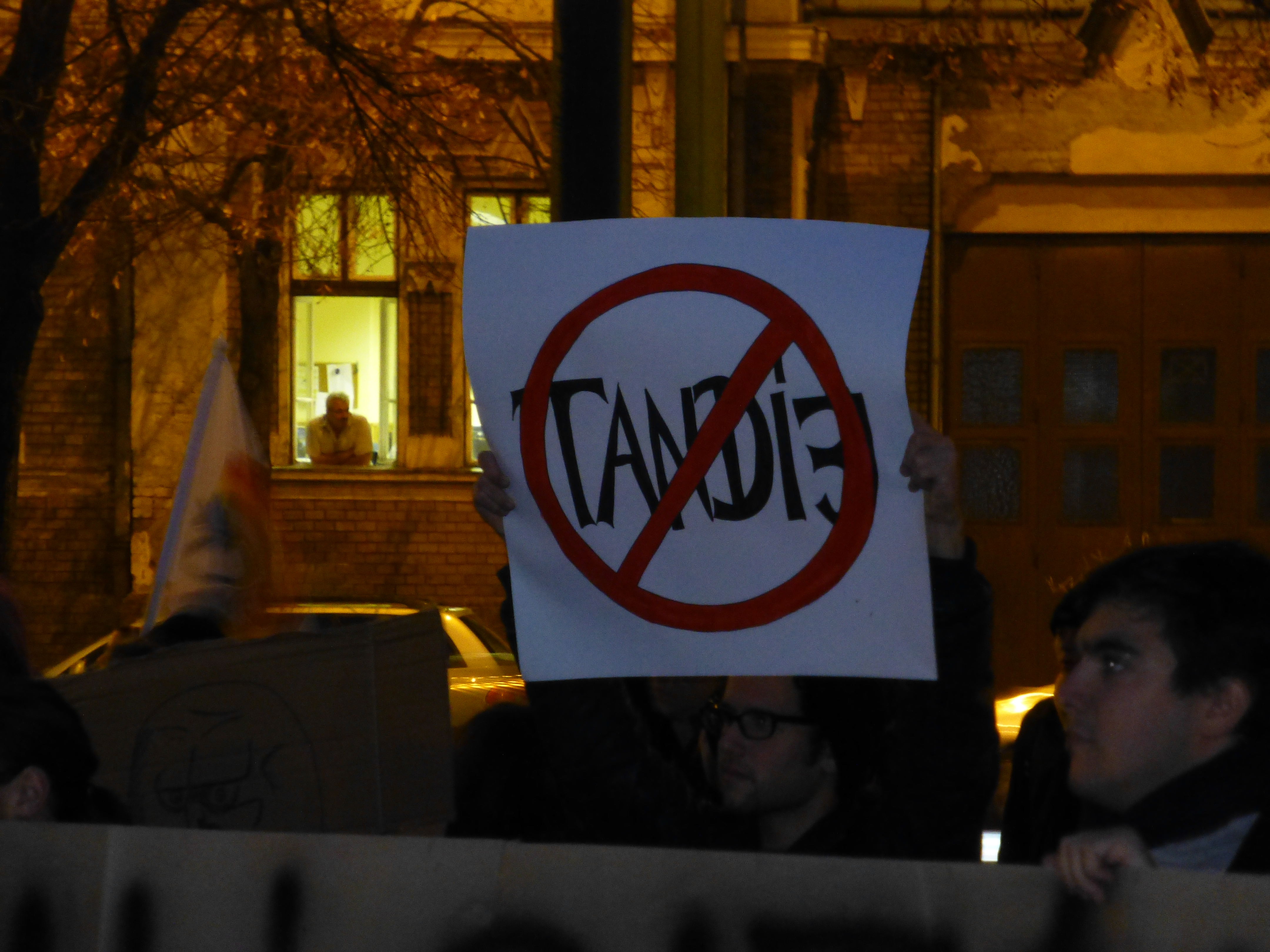
Diáktüntetés Szegeden

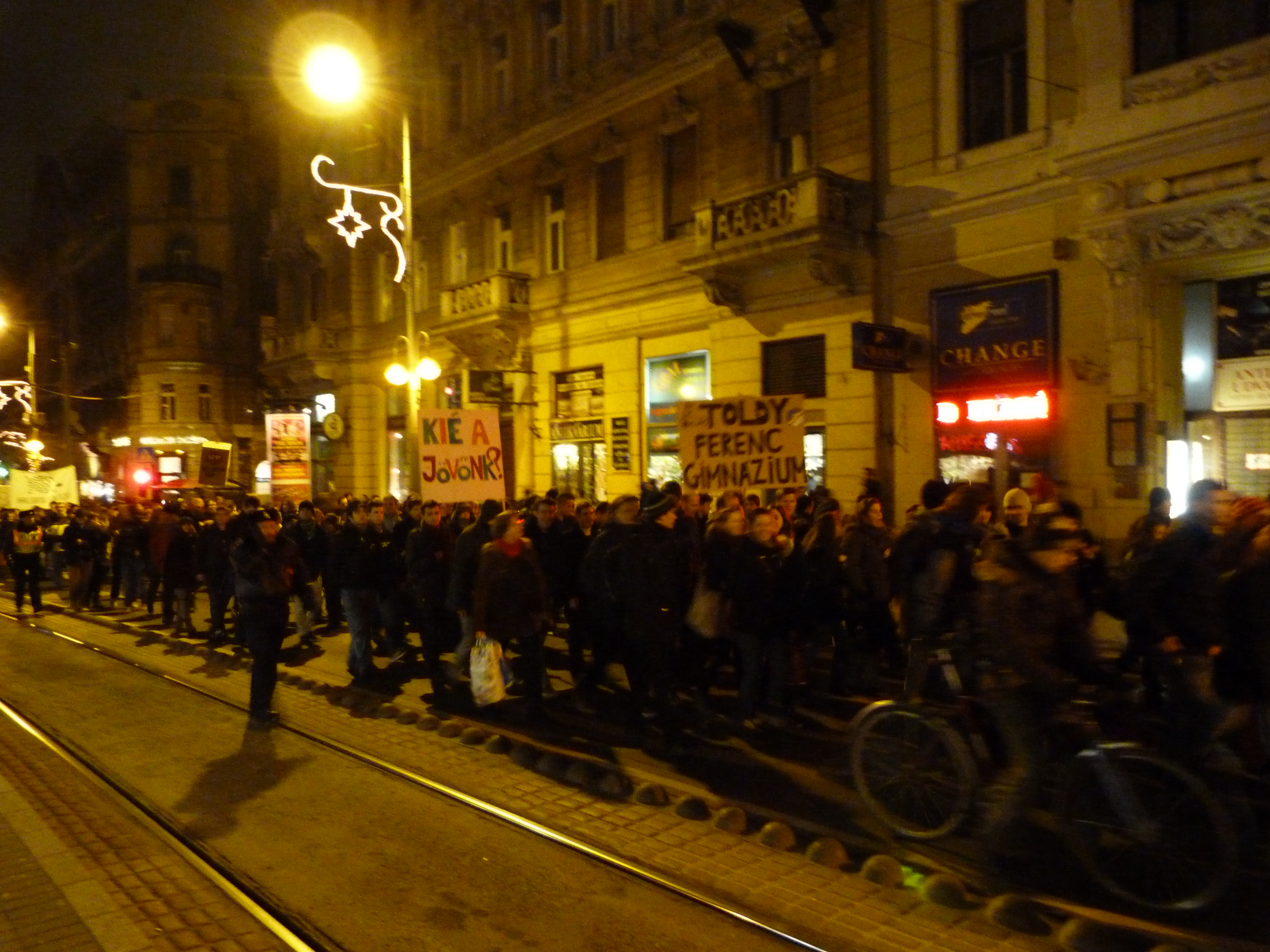
Diáktüntetés Budapesten

- december 2. – Elnökválasztás Szlovéniában, melyet a korábbi miniszterelnök, Borut Pahor nyer.[114]
- december 9. – Parlamenti választások Romániában, amely a kormányzó Szociálliberális Szövetség (USL) győzelmével zárul. (Az RMDSZ 5,13%-kal igen, az EMNP 0,64%-kal nem jut be a parlamentbe.)[115]
- december 10. – Megbukik a Lawrence Gonzi vezette máltai kormány, mivel a parlamenti képviselők többsége a kabinet által beterjesztett költségvetési tervezet ellen szavazott.[116]
- december 12. – Észak-Korea sikeres rakétakísérletet hajt végre, és föld körüli pályára állít egy műholdat, melynek fellövésével áprilisban még kudarcot vallottak.[27]
- december 13–20. – Diáktüntetések, tiltakozás Magyarország több nagyvárosában az Orbán-kormány oktatáspolitikája ellen.
- december 18. – A hágai székhelyű Nemzetközi Büntetőbíróság (ICC) első fokon felmenti a háborús bűncselekmények vádja alól Mathieu Ngudjolo Chui egykori kongói hadurat. (A vád azon alapult, hogy 2003-ban fegyveresei Bogoro faluban a lakosságra támadtak, és többeket megöltek. A bíróság szerint a tanúvallomások ellentmondásosak, és nem lehetett egyértelműen bizonyítani felelősségét.)[117]
- december 21.
  - A december 9-i parlamenti választások eredményeként megalakul az új román kormány. (A Victor Ponta vezette második kabinet kétharmados többséget szerzett, s amely a Szociálliberális Szövetség (USL) és a független képviselőket tömörítő Románia Haladásáért Országos Szövetség (UNPR) tagjaiból áll.)[118]
  - Benyújtja lemondását Mario Monti, az olasz szakértői kormány vezetője, miután a római parlament alsóháza megszavazta a 2013. évi költségvetést. (A Silvio Berlusconi volt kormányfő vezette ellenzéki Szabadság Népe (PdL) december 6-án megvonta a bizalmat a Monti-kormánytól, ezt követően Monti 8-án bejelentette lemondását, hozzátéve, hogy addig marad hivatalában, amíg a jövő évi költségvetést el nem fogadja a parlament.)[119]
- december 25. – Az egyiptomi választási bizottság bejelenti, hogy a szavazók 63,8 százaléknyi „igen” vokssal jóváhagyták az ország új alkotmányát. (A hivatalos adatok szerint a jogosultak 32,9 százaléka vett részt a népszavazáson.)[120]
- december 26. – Japánban ismét Abe Sinzó alakít kormányt. (Kormánya névsorának bejelentésekor a gazdasági válság elleni küzdelem elősegítése és az ország befolyásának erősítése érdekében a kormánypolitika megújulását ígérte.)[121]
- december 30. – A Magyar Honvédség hivatásos és szerződéses állományú katonáinak jogállásáról szóló törvény helyébe új katonai szolgálati törvény lép. (A törvényt az Országgyűlés a december 11-i ülésnapján fogadta el.)[122]
- december 31. – Tizenhárom év után befejezi küldetését Kelet-Timoron az ENSZ békefenntartói missziója (MINUT).[123]

### Határozatlan dátumú események
- január – Megszűnik a gépjárművezetői engedély megszerzéséhez eddig szükséges rutinvizsga, a feladatokat – amelyeket eddig a tanpályán kellett elvégezni – beépítik a forgalmi vizsgába.[124]
- február – Német vámnyomozók mintegy egymilliárd eurót érő, 1400 darabból álló – a nácik által a két világháború között, vagy a háború alatt elkobzott-elrabolt – műgyűjteményre bukkannak Hildebrand Gurlitt műkereskedő fiának müncheni lakásában egy adócsalás gyanúja miatt indított eljárás során. (A lefoglalt festmények között Oskar Kokoschka, Henri de Toulouse-Lautrec, Ernst Ludwig Kirchner, Albrecht Dürer, Gustave Courbet művei mellett előkerült eredeti Henri Matisse- és Pablo Picasso-festmény is, továbbá egy eddig ismeretlen Otto Dix- és egy Marc Chagall-alkotás.)[125]
- szeptember
  - A tokiói kormány 26 millió dollárnak megfelelő összegért megveszi a tulajdonos Kurihara család két férfi örökösétől a Kelet-kínai-tengerben található, lakatlan Szenkaku szigetcsoport – kínaiul Tiaojü-szigetek – három tagját. Válaszul Peking hadihajókat vezényel a térségbe, és a kormány bátorításával tüntetések kezdődnek több kínai városban. (Japán a területet 1972-ben kapta vissza az USA-tól – Okinavával együtt –, amelyre Kína mellett Tajvan is magának követel.)[27]
  - Másfél millióan vonulnak Barcelona utcáira, hogy követeljék Katalónia függetlenné válását Spanyolországtól, a tömeges támogatás láttán Artur Mas katalán elnök előrehozott választást ír ki. (A novemberi voksoláson azonban Mas pártja, a Konvergencia és Unió (CiU) a vártnál kevesebb vokssal győzőtt, és nem szerzett abszolút többséget.)[27]
- november
  - Hivatali hatalommal visszaélés vádjával a szerb rendőrség őrizetbe veszi Kasza József volt szabadkai polgármestert, a Vajdasági Magyar Szövetség (VMSZ) egykori elnökét.[126] (Több mint két és fél hónapot töltött vizsgálati fogságban.)[127]
  - Az egységes szíriai ellenzéket ismeri el Szíria egyetlen törvényes képviselőjének az Öböl Menti Együttműködési Tanács,[128] Franciaország,[129] Törökország,[130] Olaszország,[131] továbbá Nagy-Britannia.[126] (December közepén Barack Obama amerikai elnök is elismerte a koalíciót.)[132]
- december – A marokkói Marrákesben több mint száz ország, köztük Magyarország is elismeri az ellenállók koalícióját a szír nép egyedüli törvényes képviselőjének. A felkelők körülzárják a fővárost, Damaszkuszt.[133]
- az év folyamán
  - Az Országos Meteorológiai Szolgálat mérései alapján 2012-ben 2404 napsütéses óra volt országos átlagban, amely 1901 óta az éves napfénytartam alapján a legnaposabb év volt.
  - Létrejön a 14+1 együttműködés.

## Az év témái

### Kiemelt témák és évfordulós emlékévek 2012-ben

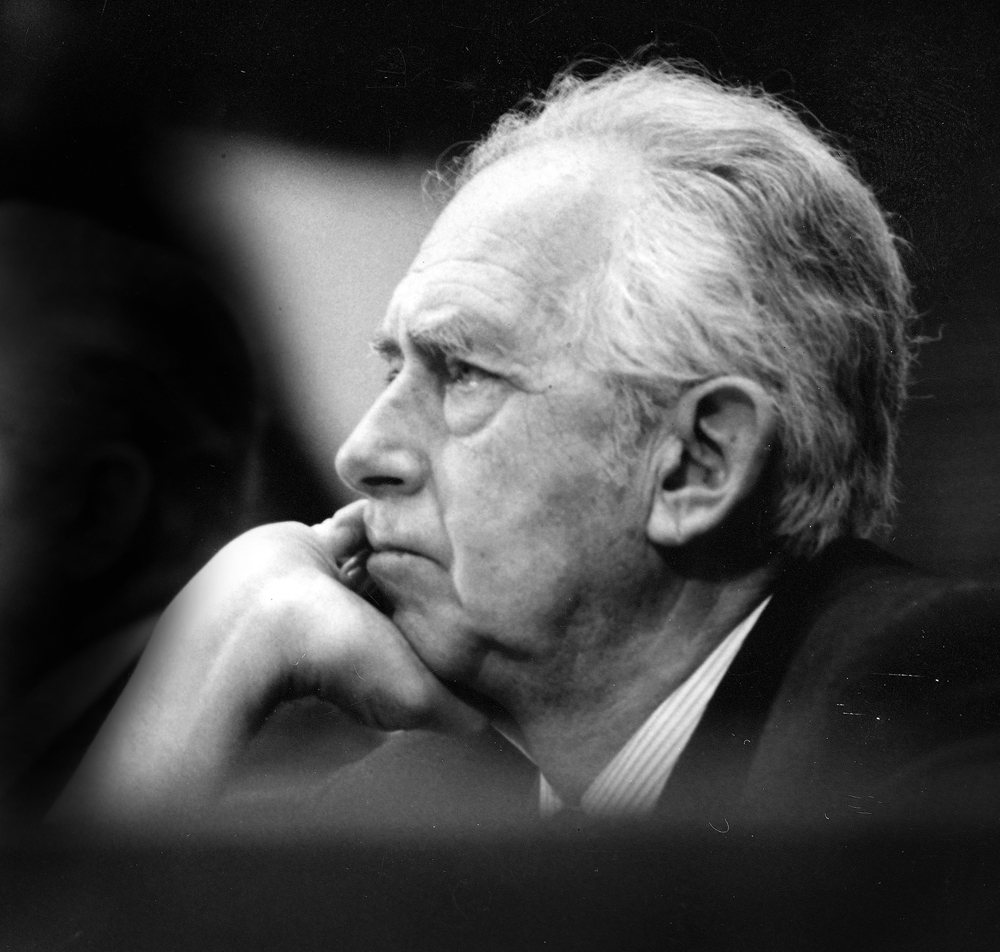
Szentágothai János

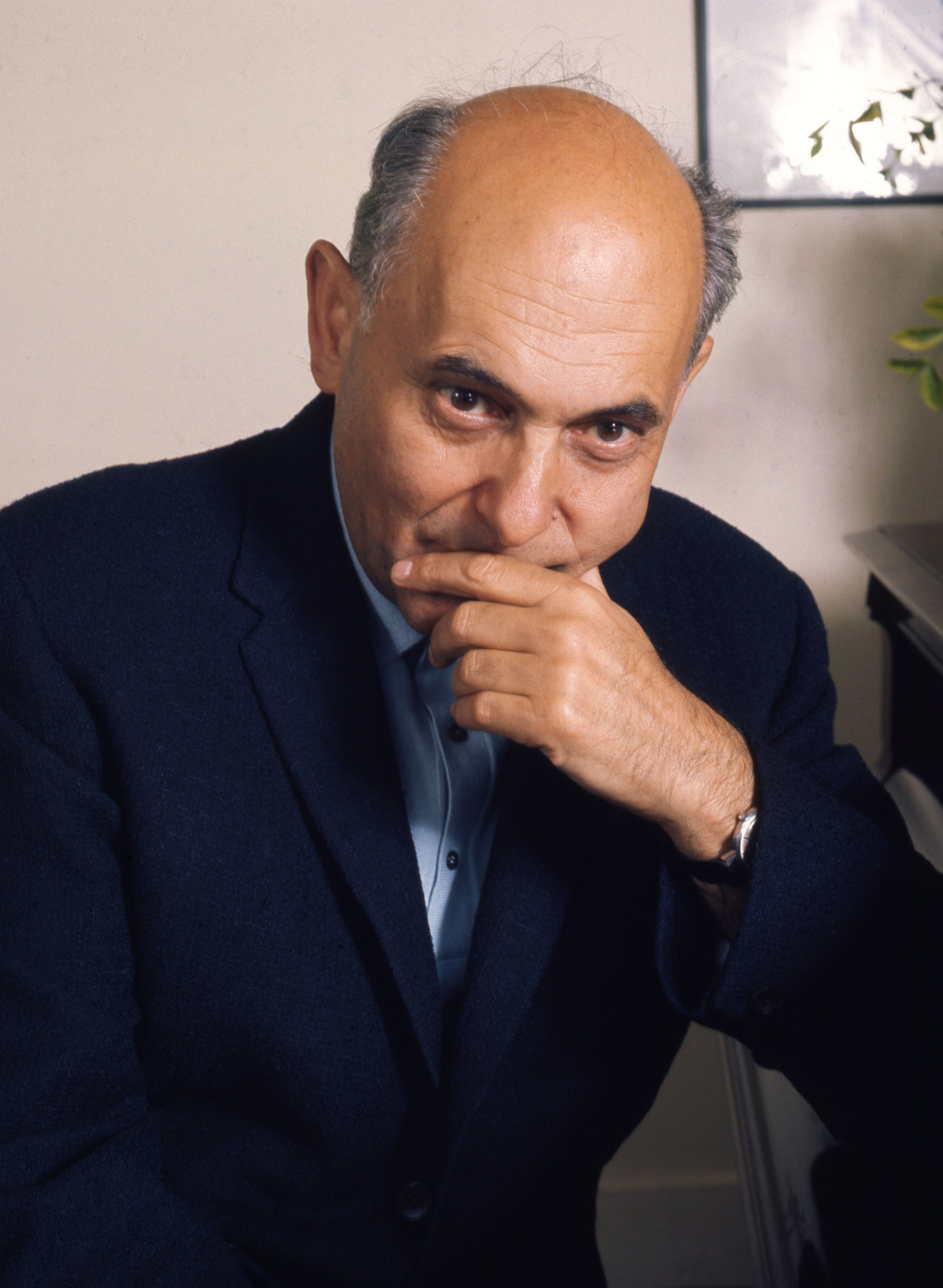
Solti György

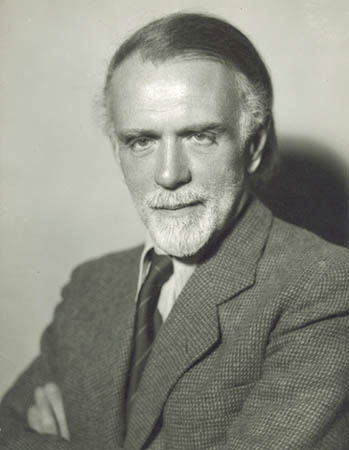
Kodály Zoltán

Az ENSZ Nevelésügyi, Tudományos és Kulturális Szervezete (UNESCO) a 2012-es esztendőt Szentágothai János- és Solti György-évnek jelölte.

#### Kiemelt témák
Az Európai Bizottság javaslata alapján 2012 az "AKTÍV ÖREGEDÉS" európai éve.

#### Kiemelt emlékévek
- december 16. – Kodály Zoltán születésének 130. évfordulója (született: 1882-ben)

#### Évszázados évfordulók
- január 20. – 400 éve hunyt el Rudolf magyar király (* 1552).
- március 5. – Gerardus Mercator (1512 – 1594) flamand térképész születésének 500. évfordulója.
- március 22. –
  - Go-Horikava (1212 – 1234) japán császár születésének 800. évfordulója.
  - 700 éve a Vienne-i zsinaton V. Kelemen pápa feloszlatta a templomos lovagrendet.
- március 29.
  - 100 éve a Déli-sarkról visszatérő Robert Falcon Scott kapitány és bajtársai életüket vesztették a hóviharban (Scott naplójába tett utolsó sajátkezű bejegyzésének dátuma szerint).
  - 400 éve hunyt el Szamosközy István (latinosan Zamosius) erdélyi magyar történetíró (* 1570).
- március 30. 100 éve hunyt el Karl May német regényíró (* 1842).
- április 5. – Örkény István (1912 – 1979) magyar író, író, drámaíró születésének 100. évfordulója.
- április 6. – Alekszandr Herzen (1812 – 1870) orosz nyugat-barát író és gondolkodó születésének 200. évfordulója.
- április 14. – Robert Doisneau (1912 – 1994) a Francia Köztársaság Becsületrendjével kitüntetett mélyen humanista francia emberfotós születésének 100. évfordulója.
- április 15.
  - A Titanic elsüllyedésének 100. évfordulója.
  - Kim Ir Szen (1912–1994) észak-koreai diktátor születésének 100. évfordulója.
- április 14. – Király Béla (1912–2009) vezérezredes, hadtörténész, az MTA tagja, az 1956-os Nemzetőrség főparancsnoka születésének 100. évfordulója.
- május 7. – Robert Browning (1812-1889) angol költő születésének 200. évfordulója.
- május 9. – Ottlik Géza (1912-1990) magyar író, nemzetközi szintű bridzsjátékos, szakíró születésének 100. évfordulója.
- június 18. – Ivan Alekszandrovics Goncsarov (1812-1891) orosz író születésének 200. évfordulója.
- június 23. – Alan Mathison Turing (1912-1954) brit matematikus születésének 100. évfordulója.
- június 26. – IV. Murád oszmán szultán (1612–1640) születésének 400. évfordulója.
- június 28. – Jean-Jacques Rousseau (1712–1778) a francia filozófus születésének 300. évfordulója.
- július 3. – 700 éve hunyt el Marino Zorzi a Velencei Köztársaság ötvenedik dózséja (* 1231)
- július 30. – 100 éve hunyt el Meidzsi japán császár, akinek az uralkodása (Meidzsi-restauráció) Japán radikális politikai és szociális átalakulását jelentette (* 1821).
- augusztus 4. – Raoul Wallenberg (1912–1947) svéd diplomata, magyarországi nagykövet születésének 100. évfordulója.
- augusztus 5. – Pierre abbé (1912–2007) francia katolikus pap, a szegényeket és a menekülteket támogató Emmaüs mozgalom alapítója születésének 100. évfordulója.
- augusztus 27. – Szemere Bertalan 1848–49-es magyar politikus, miniszterelnök születésének 200. évfordulója.
- augusztus 30. – Haraszthy Ágoston, magyar földbirtokos, a királyi testőrség tisztje, a kaliforniai szőlőtermesztés és borászat megalapítója születésének 200. évfordulója.
- szeptember 1. – 100 éve hunyt el Török Aurél magyar orvos, az MTA tagja, egyetemi rendes tanár, és rektor, m. kir. udvari tanácsos (* 1842).
- szeptember 6. – Nicolas Schöffer (Schöffer Miklós) magyar születésű francia festőművész, szobrászművész, konstruktőr születésének 100. évfordulója.
- szeptember 7. – 200 éve Moszkva előtt 110 km-re vívták meg a Bonaparte Napóleon irányította Grande Armée és a Mihail Kutuzov vezette orosz hadsereg a napóleoni háborúk legvéresebb csatáját, a borogyinói csatát; I. Napóleon francia császár a csatát követően, szeptember 14-én elfoglalta Moszkvát.
- szeptember 10. – Mistéth Endre hídépítő mérnök, miniszter, a második világháborút követő helyreállításnál Budapesten az első hidak, a Manci híd és a Kossuth híd tervezője születésének 100. évfordulója.
- szeptember 14. – Giovanni Domenico Cassini olasz származású francia csillagász születésének 300. évfordulója.
- szeptember 29. – Michelangelo Antonioni (1912–2007) olasz filmrendező születésének 100. évfordulója.
- október 6. – 100 éve hunyt el Auguste Beernaert Nobel-békedíjas belga-flamand politikus, 1884-1894 között Belgium miniszterelnöke (* 1829).
- október 21. – Solti György (1912–1997) magyar karmester, zongoraművész születésének 100. évfordulója.
- október 28. – Maxentius római császár (312–278) születésének 1700. évfordulója.
- október 31. – Szentágothai János (1912–1994) Kossuth-díjas magyar anatómus születésének 100. évfordulója.
- november 20. – Habsburg Ottó (1912–2011) főherceg, az utolsó osztrák-magyar trónörökös születésének 100. évfordulója.

### 2012 a vasúti közlekedésben
- március 3. – Szczekocinyi vasúti baleset

### 2012 a televízióban
- Június 25. - elindult a néhány hónapig működő M3D csatorna
- Július 27. - az egész közmédia átváltott az egységes arculatra
- Október 1. - Elindult az RTL Csoport hetedik csatornája, az RTL II
- November 2. - Elindult a SuperTV2, a TV2 Csoport negyedik csatornája
- December 24. - 20. születésnapját ünnepelte a Nemzet Televíziója, a Duna TV

### 2012 a sportban
– A Debreceni VSC (labdarúgás) nyeri az Nb1-et. Ez a klub ötödik bajnoki címe. (A Debrecen veretlenül (30 mérkőzés, 22 győzelem, 8 döntetlen, 0 vereség) nyerte meg a bajnokságot.

### 2012 az irodalomban
- Megjelenik magyar fordításban James Dashner Útvesztő-trilógiájának első kötete, Az Útvesztő.[136]
- Megjelenik magyar fordításban Veronica Roth a Beavatott-trilógiájának első kötete, A beavatott.[137]
- Megjelenik Veronica Roth a Beavatott-trilógiájának második kötete, A lázadó.[138]
- Megjelenik Lois Lowry Az emlékek őre regényfolyamának negyedik, befejező részre, A fiú.[139]

### 2012 a zenében
- január 28. - Megjelenik a Nevergreen együttes Karmageddon című albuma
- május 2. – Megjelenik a Lynyrd Skynyrd együttes Last of a Dying Breed című albuma.[140]
- november 13. - Megjelenik az Edda Művek harmincegyedik nagylemeze Inog a világ címmel.
- Rihanna: Unapologetic
- Bikini: 30 – Közeli helyeken
- Girls Aloud: Ten
- Gossip: A Joyful Noise
- Amanda Lear: I Don't Like Disco
- Joe Cocker: Hard Knocks (USA) / Fire It Up
- The Beach Boys: That's Why God Made the Radio
- Dolly Roll: Dupla vagy semmi DVD + CD válogatás
- Alicia Keys: Girl on Fire
- Aerosmith: Music from Another Dimension!
- Mika: The Origin of Love
- Keane: Strangeland
- East 17: Dark Light
- Edda Művek: Inog a világ
- Compact Disco: Two Point Five
- Bruno Mars: Unorthodox Jukebox
- Chris Brown: Fortune
- Carole King: The Legendary Demos
- Céline Dion: Sans attendre
- Düki: Transform 1.0
- Example: The Evolution of Man
- Ne-Yo: R.E.D.
- Flo Rida: Wild Ones
- Fun: Some Nights
- Linkin Park: Living Things
- No Doubt: Push and Shove
- Sean Paul: Tomahawk Technique
- Groove Coverage: Riot on the Dancefloor c
- Christina Aguilera: Lotus
- Calvin Harris: 18 Months
- Katy Perry: Teenage Dream: The Complete Confection
- Kesha: Warrior
- Kovács Ákos: 2084
- Kowalsky meg a Vega: Évtized lemeze
- Little Mix: DNA
- Robbie Williams: Take the Crown
- Justin Bieber: Believe
- Ellie Goulding: Halycon
- Ricchi e Poveri: Perdunamente amore
- Rúzsa Magdolna: Tizenegy
- Tanita Tikaram: Can't Go Back
- Tankcsapda: Rockmafia Debrecen
- Taylor Swift: Red
- The Cranberries: Roses
- Maroon 5: Overexposed
- Madonna: MDNA
- Melanie Chisholm: Stages
- Macy Gray: Covered / Talking Book
- One Direction: Take Me Home
- Anastacia: It’s a Man’s World
- Pink: The Truth About Love
- Pitbull: Global Warming
- Scissor Sisters: Magic Hour
- Sinéad O’Connor: How About I Be Me (and You Be You)?
- Swedish House Mafia: Until Now
- Soundgarden: King Animal
- Zanzibar: Best of 1999-2012
- Zséda: Ötödik érzék

### 2012 a jogalkotásban
- Lásd: a 2012 a jogalkotásban című szócikkben.

### 2012 a kriminalisztikában
- Bándy Kata-gyilkosság
- Hummeres gázolás
- Szita Bence-gyilkosság

### Születések 2012-ben
- február 23. – Esztella svéd királyi hercegnő, Östergötland hercegnője, Viktória svéd trónörökösnő és Daniel Westling lánya, XVI. Károly Gusztáv svéd király első unokája, a svéd korona várományosa

## Nobel-díjak
| Béke               | Európai Unió                                        | Az EU hat évtizeden át járult hozzá a béke, a demokrácia és az emberi jogok előmozdításához. Emellett 1989 után hozzájárult a kelet-európai államok stabilizálásához. |
| Fizikai            | Serge Haroche francia és David J. Wineland amerikai | "önálló kvantrumrendszerek mérésével és manipulálásával kapcsolatos módszerek kidolgozásáért" |
| Kémiai             | Robert J. Lefkowitz és Brian K. Kobilka amerikaiak  | G-protein-kapcsolt receptorok felfedezéséért és működésük leírásáért. |
| Orvosi-fiziológiai | Sir John B. Gurdon brit és Jamanaka Sinja japán     | Az érett sejteket vissza lehet programozni pluripotens sejtekké, amelyekből számos sejttípus alakítható ki. |
| Irodalmi           | Mo Jen kínai                                        | Legutóbbi könyvét (Life and Death Are Wearing Me Out) állítólag 43 nap alatt írta meg. Az 500 ezer karakterből álló történetet kézzel írta hagyományos kínai papírra, csak tintát használt. Red Sorghum című első regényéből 1987-ben film is készült, melyet itthon Vörös cirokmező címen mutattak be. |
| Közgazdasági       | Alvin E. Roth és Lloyd S. Shapley amerikaiak        | A stabil elosztás elméletéről és a piactervezés gyakorlatáról szóló munkásságukért. |